# Malakologie
Malakologie (von griech. μαλακός  malakos ‚weich‘) ist eine traditionelle Bezeichnung für das Forschungsgebiet über die Weichtiere (Mollusca). In Deutschland ist heute annähernd gleichbedeutend der Begriff Malakozoologie (Weichtierkunde) in Gebrauch.

## Malakologie und Conchologie
Derjenige Bereich der Malakologie, der sich speziell mit der Erforschung der Schalen der Weichtiere beschäftigt, ist die Conchologie. Schalen von Weichtieren repräsentieren einen bedeutsamen kulturgeschichtlichen Aspekt, da die Schalen der Weichtiere vielfach Verwendung fanden und weiterhin finden, z. B. als Schmuck, Zahlungsmittel und in der Geologie als Leitfossilien.

## Geschichte und Personen
Frühe Zusammenstellungen von Weichtieren gibt es seit dem 18. Jahrhundert. So wurde 1794 von Georg Gustav Detharding (1765–1838) eine Zusammenstellung der Mollusken von Mecklenburg herausgegeben.
Im Folgenden eine Liste bedeutsamer (früher) Malakologen aus dem deutschsprachigen Raum:
- Johann Christoph Albers (1795–1857)
- Hermann Eduard Anton (1794–1872)
- Ludwig Heinrich Bojanus (1776–1827)
- Joachim Friedrich Bolten (1718–1796)
- Carl Chun (1852–1914)
- Stephan Clessin (1833–1911)
- Wilhelm Dunker (1809–1885)
- Georg von Frauenfeld (1807–1873)
- Siegfried Jaeckel (1892–1970)
- Wilhelm Kobelt (1840–1916)[2]
- Karl Emil Lischke (1813–1886)
- Hermann von Maltzan (1843–1891)
- Eduard von Martens (1831–1904)
- Friedrich Paetel (1812–1888)
- Ludwig Georg Karl Pfeiffer (1805–1877)
- Rudolph Amandus Philippi (1808–1904)
- Peter Friedrich Röding (1767–1846)
- Heinrich Simroth (1851–1917)
- Hermann Wilhelm Strebel (1834–1914)
- Johannes Thiele (1860–1935)
- Wilhelm Wenz (1886–1945)

## Gesellschaften und Zeitschriften
Ab dem 19. Jahrhundert wurden malakologische Gesellschaften gegründet, darunter bereits 1868 die Deutsche Malakologische Gesellschaft (DMG, heute Deutsche Malakozoologische Gesellschaft); ihr gehören ca. 250 Mitglieder an. Die American Malacological Society wurde 1931 gegründet. Im Folgenden eine Auswahl malakologischer und conchologischer Gesellschaften:
- American Malacological Society
- Belgische Vereniging voor Conchyliologie
- Conchological Society of Great Britain and Ireland
- Conchologists of America
- Eesti Malakoloogia Ühing (Estländische Malakologische Vereinigung)
- European Quaternary Malacologists
- Freshwater Mollusk Conservation Society
- Deutsche Malakozoologische Gesellschaft
- Società Italiana di Malacologia
- Malacological Society of Australasia
- Malacological Society of London
- Malacological Society of the Philippines Inc.
- Nederlandse Malacologische Vereniging (Niederländische Malakologische Vereinigung)
- Sociedad Española de Malacología
- Société Belge de Malacologie
- Stowarzyszenie Malakologów Polskich (Vereinigung polnischer Malakologen)
- Western Society of Malacologists

Viele Gesellschaften geben wissenschaftliche Zeitschriften zum Gebiet der Malakologie heraus; teilweise sind es mehr regionale Informationsschriften, teilweise auch international angesehene Journale. Wichtige malakologische Zeitschriften:
- American Malacological Bulletin
- Archiv für Molluskenkunde. Zeitschrift wurde 1868 gegründet und ist das Nachrichtenblatt der deutschen Malakozoologischen Gesellschaft. Die ersten drei Jahrgänge sind hier einsehbar.
- Basteria
- Fish & Shellfish Immunology
- Folia Malacologica
- Journal of Conchology
- Journal of Medical and Applied Malacology
- Journal of Molluscan Studies[3]
- Malacologia[4]
- Malacological Review
- Mollusca[5]
- Molluscan Research[6]
- The Nautilus[7]
- The Veliger[8]
- Venus (Japanese Journal of Malacology)
- Vita Marina

## Malakologie heute

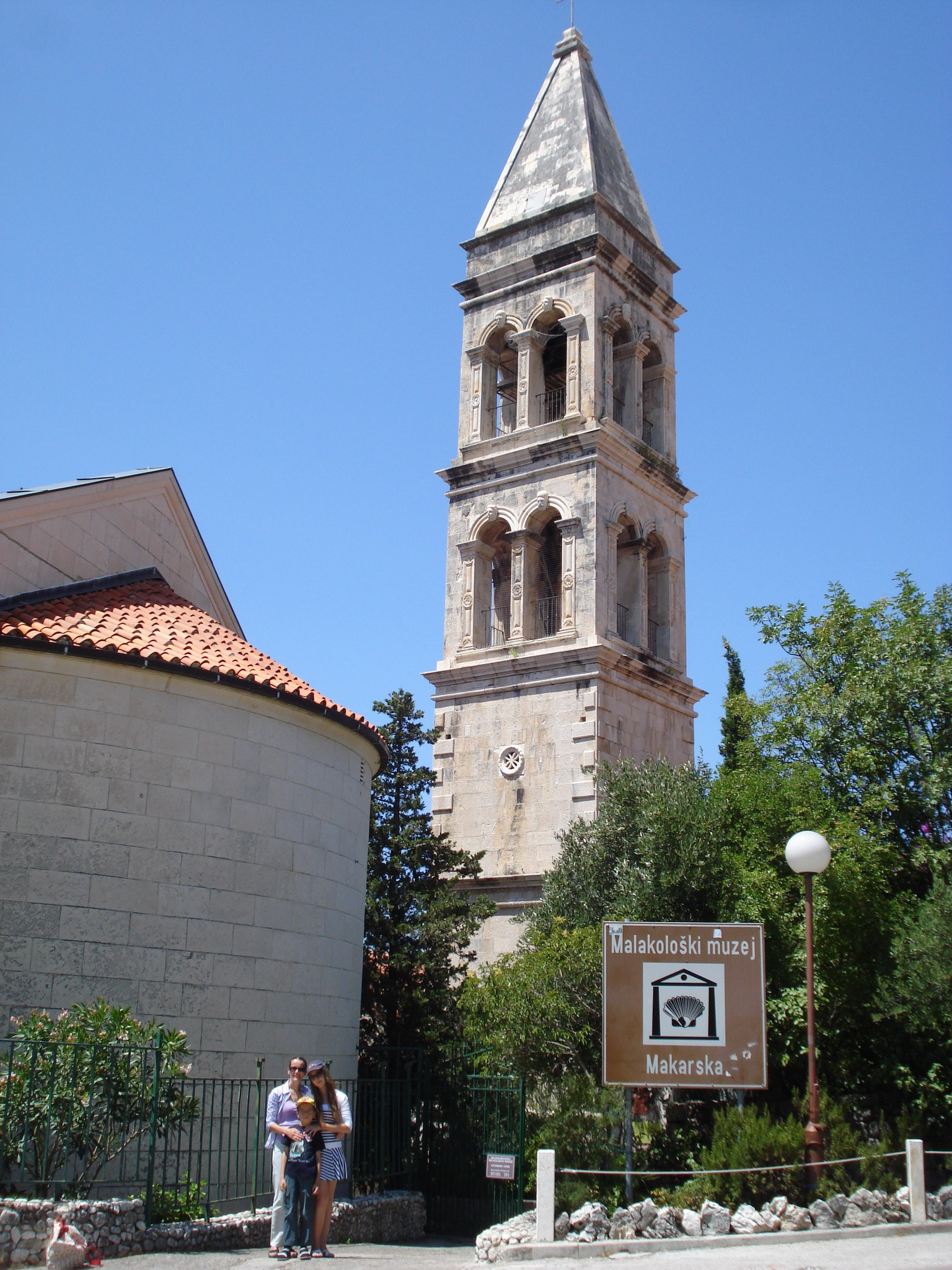
Malakologisches Museum in Makarska, Kroatien (Eingang)

Viele Einrichtungen und Gesellschaften sowie ehrenamtliche Forscher bezeichnen sich auch heute als Repräsentanten der Malakologie oder Malakozoologie. Häufig ist der Begriff aber auch durch Molluskenkunde oder Molluskenforschung ersetzt. Universitäre und museale Wissenschaftler, die sich mit Weichtieren beschäftigen, nennen sich hingegen je nach Ausrichtung, Schwerpunkt und Methodik ihrer Beschäftigung vielfach eher Zoologe, Systematiker, Paläontologe, Ökologe, Evolutionsbiologe, Neurobiologe oder Meeresbiologe.
Neben Grundlagenforschung widmet sich Malakologie auch praxisbezogenen Fragestellungen (Angewandte Malakologie), so in der Landwirtschaft, wo Schnecken als Pflanzenschädlinge auftreten können, und in der Medizin, wo sie als Zwischenwirte menschlicher Krankheitserreger (Schistosomiasis) fungieren sowie tödliche Gefahren durch Gifte (Kegelschnecken) verursachen können.
Bedeutsame Forschungsstätten mit jeweils mehreren Wissenschaftlern und mit teilweise bedeutenden Sammlungen malakologischer Ausrichtung finden sich im deutschsprachigen Raum an mehreren Standorten, speziell am Museum für Naturkunde in Berlin, an der Universität München und der Bayerischen Staatssammlung, am Senckenbergmuseum und an den Universitäten von Frankfurt a. M., Gießen, Hamburg und Basel. In Norddeutschland ist auch besonders das Haus der Natur in Cismar, Ostholstein, zu erwähnen.
Die wichtigste österreichische Molluskensammlung befindet sich am Naturhistorischen Museum in Wien.